# Dolicharthria bruguieralis
Dolicharthria bruguieralis là một loài bướm đêm trong họ Crambidae.